# Championnat d'Israël de football 1982-1983
Navigation
Championnat d'Israël 1981-1982 Championnat d'Israël 1983-1984
Le Championnat d'Israël de football 1982-1983 est la 31e édition de ce championnat.

## Classement[1]
| Rang | Équipe               | Pts | J  | G  | N  | P  | Bp | Bc | Diff |
| ---- | -------------------- | --- | -- | -- | -- | -- | -- | -- | ---- |
| 1    | Maccabi Netanya      | 61  | 30 | 18 | 7  | 5  | 54 | 31 | +23  |
| 2    | Shimshon Tel-Aviv    | 47  | 30 | 12 | 11 | 7  | 35 | 27 | +8   |
| 3    | Hapoël Beer-Sheva    | 46  | 30 | 11 | 13 | 6  | 33 | 23 | +10  |
| 4    | Hapoël Tel-Aviv      | 46  | 30 | 13 | 7  | 10 | 33 | 25 | +8   |
| 5    | Maccabi Tel-Aviv     | 41  | 30 | 10 | 11 | 9  | 27 | 23 | +4   |
| 6    | Maccabi Haïfa        | 38  | 30 | 8  | 14 | 8  | 31 | 32 | -1   |
| 7    | Hapoël Lod           | 36  | 30 | 7  | 15 | 8  | 33 | 28 | +5   |
| 8    | Betar Jérusalem      | 36  | 30 | 7  | 15 | 8  | 34 | 33 | +1   |
| 9    | Maccabi Petah-Tikvah | 36  | 30 | 8  | 12 | 10 | 25 | 30 | -5   |
| 10   | Maccabi Yavne        | 36  | 30 | 7  | 15 | 8  | 25 | 31 | -6   |
| 11   | Hapoël Yehud         | 36  | 30 | 8  | 12 | 10 | 18 | 26 | -8   |
| 12   | Bnei Yehoudah        | 36  | 30 | 7  | 15 | 8  | 26 | 35 | -9   |
| 13   | Maccabi Jaffa        | 33  | 30 | 6  | 15 | 9  | 22 | 24 | -2   |
| 14   | Hapoël Ramat Gan     | 33  | 30 | 6  | 15 | 9  | 15 | 21 | -6   |
| 15   | Hapoël Jérusalem FC  | 31  | 30 | 8  | 7  | 15 | 29 | 44 | -15  |
| 16   | Hapoël Kfar Sabah    | 30  | 30 | 6  | 12 | 12 | 33 | 40 | -7   |

|  | Champion |
|  | Relégué  |

## Bilan de la saison
| Tableau d'Honneur                |                 |
| Compétition                      | Vainqueur       |
| Championnat d'Israël de football | Maccabi Netanya |
| Coupe d'Israël de football       | Hapoël Tel-Aviv |

| Promotions et relégations |                                                              |
| Relégués en Liga Leumit   | Hapoël Ramat Gan Hapoël Jérusalem FC Hapoël Kfar Sabah       |
| Promus en Ligat ha'Al     | Maccabi Ramat Amidar Hakoah Amidar Ramat Gan Beitar Tel-Aviv |